# Benjamin Farrington
Benjamin Farrington (Cork, 1891-1974) fue un irlandés estudioso del mundo clásico y un historiador de la ciencia antigua. Educado en Irlanda, enseñó en las universidades de Irlanda y Sudáfrica. Escribió varios libros sobre el desarrollo del pensamiento científico en la cultura occidental, con especial énfasis en las contribuciones de los filósofos griegos y de Francis Bacon.

## Trayectoria
Farrington obtuvo su educación universitaria en Irlanda, en la Universidad de Cork y el Trinity College de Dublín. Fue profesor en obras clásicas en Belfast, enseñó a continuación durante quince años en la Universidad de Ciudad del Cabo en Sudáfrica, y fue finalmente un profesor de clásicas por más de veinte años en la Universidad de Swansea, Gales. 
Por otro lado, en la década de 1940 se involucró con la política socialista y dio una serie de conferencias en escuelas de Dublín, que utilizó como base para su escrito El desafío del socialismo. Se retiró de la enseñanza en 1961.
Escribió numerosos libros sobre el desarrollo del pensamiento científico en la cultura occidental. Especialmente se destacó por sus trabajos sobre la ciencia de la Antigüedad, concretamente la griega, y sobre el gran empirista londinense Francis Bacon. Hoy es considerado como un clásico.